# Lanfains
Lanfains (Lanfeun in lingua bretone) è un comune francese di 1 030 abitanti situato nel dipartimento delle Côtes-d'Armor nella regione della Bretagna.

## Società

### Evoluzione demografica
Abitanti censiti